# Фронт освобождения Азорских островов
Фронт освобождения Азорских островов (ФОА (порт. A Frente de Libertação dos Açores (FLA)) — португальская правая террористическая антикоммунистическая сепаратистская подпольная военизированная организация середины 1970-х годов на Азорских островах. Создана Жозе де Алмейдой (порт. José de Almeida)  в Лондоне 8 апреля 1975 года в период Революции гвоздик для борьбы за предоставление независимости Азорским островам и их выхода из состава Португалии.
Жозе де Алмейда продолжал возглавлять движение до своей смерти в декабре 2012 года.
Данная организация имела аналог на территории Португалии — ультраправый Фронт освобождения Архипелага Мадейра (ФОАМ).
В политической борьбе за выход из состава Португалии применяла насильственные методы.

## История
До создания Фронта его лидер был депутатом Национальной Ассамблеи от Народного национального действия (порт. Acção Nacional Popular) — единственной политической силы при Новом государстве (новое название Национального союза с 1970 года).
Предшественником Фронта было Движение за Самоопределение Азорского Народа (Movimento para a Autodeterminação do Povo Açoriano (MAPA)) — первая крайне правая организация сепаратистов на Азорских островах, созданная на острове Сан-Мигэл сразу же после событий 25 апреля 1974 года.
Изначально политические цели движения выражались термином «самоопределение», что после выхода третьего манифеста в августе 1975 года сменилось борьбой за автономию. В действительности организация придерживалась антидемократических принципов политики Салазара и Каэтану, выступая за однопартийную политическую систему.
Левые партии противостояли движению до 1975 года, когда после нападения на его штаб-квартиру организация прекратила свою деятельность.
С того времени задачи Движения по самоопределению архипелага стал выполнять сепаратистский террористический Фронт освобождения Азорских островов.
Тем не менее, данное движение возобновило свою активность в январе 1976 года в виде Демократического Союза Атлантики (порт. União Democrática do Atlântico), который в 1979 году был зарегистрирован как Демократическая Партия Атлантики (порт. Partido Democrático do Atlântico).
ФОА добивался упразднения демократии и восстановления режима диктатуры.

## Поддержка
В начале своей активности ФОА использовал тактику запугивания противостоящих ему политических сил, особенно крайне левых. Движение нашло большую поддержку буржуазии крупнейшего острова архипелага Сан-Мигэл, главным образом землевладельцев, обеспокоенных национализацией, которую активно проводили коммунисты после 25 апреля 1974 года. Эта социальная группа играла большую роль в жизни острова, экономика которого традиционно зависела от сельского хозяйства.
Кроме этого политику Фронта поддерживали эмигранты Азор, проживавшие в США, численность которых (1 млн. чел.) в 4 раза превышала население архипелага. Жозе де Алмейда несколько раз безуспешно пытался войти в контакт с Государственным департаментом США, который отклонял такие инициативы, особенно после стабилизации политической обстановки в Португалии.
С экономической точки зрения сторонники отделения архипелага от Португалии рассчитывали использовать в новообразованном государстве поступления от аренды военной базы Лажеш на острове Терсейра. Кроме того, ввиду возможной изоляции Португалией, сепаратисты планировали использовать геотермальную энергетику для независимого энергоснабжения.

## Геополитика
Предоставление независимости Азорам противоречило государственным интересам Португалии. Создание новых государств на архипелагах Азор и Мадейры ослабило бы присутствие Португалии в Атлантике и лишило бы страну американского покровительства. В условиях холодной войны США не могли допустить прихода к власти коммунистов, потому что потеряли бы важную стратегическую военную базу в Лажеше. Западные державы препятствовали усилению влияния СССР в данном регионе. Поэтому  вопрос об азорской независимости обсуждался президентом США Дж. Фордом, Генеральным секретарём ЦК КПСС Л. И. Брежневым и канцлером ФРГ Г. Шмидтом, которые достигли соглашения по данной теме на переговорах ОСВ-2.

## Хронология активности в 1975 году
- 6 июня 1975 года — наиболее громкая акция ФОА: захват радиотелевизионной станции, почты и блокирование взлётных полос аэропорта. В результате массовой манифестации в Понта-Делгаде на острове Сан-Мигэл 6 июня 1975 года Фронт достиг большой политической победы — отставки гражданского губернатора Антониу Боржеша Коутинью (António Borges Coutinho).

- 12 августа 1975 года подпольное правительство Азорских островов заверило, что прибегнет к насилию для достижения своих целей [созданию независимого государства][2].

- 19 августа 1975 года разрушены штаб-квартира коммунистической партии в Понта-Делгаде, штаб-квартиры коммунистов и политического альянса Португальского Демократического Движения / Демократической Избирательной Комиссии (Movimento Democrático Português / Comissão Democrática Eleitoral (MDP / CDE)) в Ангре-ду-Эроижму, а также рабочие центры коммунистов в других населённых пунктах. ФОА добился изгнания наиболее активных коммунистов и их союзников из архипелага на континент[2].

- В августе 1975 года создаётся вооруженное подразделение ФОА — Армия освобождения Азорских островов (порт. Exército de Libertação dos Açores). ФОА принимает решение о краткосрочном отходе от борьбы за независимость, если в Португалии возобладает линия «Группы девяти»[2].

- 10 октября 1975 года ФОА отправил обращение в ООН с жалобой на отсутствие демократии и опасности красной угрозы на архипелаге.

- В октябре 1975 года из радиоклуба в Ангре-ду-Эроижму радиостанция «Голос свободных Азор» впервые транслировала тезисы программы ФОА о независимости Азорских островов и конце колониального господства. Тогда же для отпора ФОА начали создаваться «Эскадроны Ночи». Фронт наладил контакты с сепаратистскими движениями: на Мадейре — с ФОАМ, на Канарах — с Движением за самоопределение и независимость Канарского архипелага.

ФОА попытался ввести на архипелаге свою денежную единицу. 1 асор, выпущенный Банком острова Сан-Мигэл, приравнивался к 25 португальским эшкуду. Правительство Португалии изъяло банкноты из обращения.
Фронт издавал газету «Коршун» (O Milhafre).

## Современность
Фронт снова проявил свою активность по предоставлению независимости Азорским островам в 2009 году. К настоящему времени ФОА сменил тактику — отказался от насильственных методов борьбы, отдав предпочтение политическому диалогу.
Тем не менее, исторический лидер Фронта продолжал называть португальцев нацией колонизаторов, противопоставляя её азорскому народу.
Изменилась риторика Жозе де Алмейда.
В 1975 году коммунисты называли членов ФОА фашистами. После акций давления и запугивания политиков левых партий (взрывы бомб, поджоги автомобилей, погромы на квартирах) более активных противников Фронта удалось выдворить на континент. В 2009 году Жозе де Алмейда в интервью информационному агентству «Луза» (Lusa) заявил: «Нет, не идеология нас мобилизировала, мы никогда не поддались этому соблазну».
ФОА выступает от имени всего населения архипелага. Однако политические оппоненты Фронта полагают, что сепаратисты имеют вес только на острове Сан-Мигэл. Жозе де Алмейда в интервью агентству «Луза» утверждал, что движение за независимость Азорских островов «распространялось на весь регион, не ограничиваясь только островом Сан-Мигэл».
Приверженцы независимости Азор полагают, что некоторые статьи Конституции Португалии 1976 года противоречат интересам жителей островов. Наиболее весомыми аргументами являются: запрет региональных политических партий на архипелаге, проведение референдумов и назначение представителя республики в автономный регион, заменившего существовавшие ранее должности министра или губернатора.
У сторонников единой Португалии имеются веские контраргументы.
Когда в эпоху великих географических открытий Азорские острова вторично были обнаружены португальцами, архипелаг был необитаем. Первыми его колонистами стали португальцы. Нет национальности азорец, нет азорского языка. Острова населены португальцами, говорящих на португальском языке. Жители архипелага являются гражданами Португалии.
Всё это противоречит одному из лозунгов сепаратистов: «Азоры — азорцам! Португалию — португальцам!»
После смерти исторического лидера ФОА Жозе де Алмейды 1 декабря 2014 года его сторонники заявили, что борьба за независимость Азорских островов не прекратится, подчёркивая, что «мы все португальцы».